# Žemoji Panemunė
Žemoji Panemunė is een plaats in het Litouwse district Marijampolė. De plaats telt 106 inwoners (2001).